# Université d'Hawaï à Mānoa
L’université d'Hawaï à Mānoa (University of Hawaiʻi at Mānoa) est une université publique installée dans le quartier de Mānoa à Honolulu, capitale d'Hawaï.

## Historique
L'université est fondée en 1907. Dans les années 2000, elle accueille plus de 14 400 étudiants sur un campus d'1,3 km2.

## Personnalités liées à l'université

### Étudiants
- Yoslyn Sigrah, avocate à la Cour suprême des États fédérés de Micronésie, militante pour les droits des femmes et contre les violences.
- Palauni Tuiasosopo (1937-2020), diplomate des Samoa américaines.

## Sport
L'université dispose de nombreuses installations sportives pour son équipe universitaire (Rainbow Warriors d'Hawaï), telles que l'Aloha Stadium, le Stan Sheriff Center (en) ou encore le Waipiʻo Peninsula Soccer Stadium.